# Ermequi (Ort)
Ermequi ist ein osttimoresischer Ort im Suco Bocolelo (Verwaltungsamt Laulara, Gemeinde Aileu).

## Geographie
Ermequi liegt am südöstlichen Ufer des Rio Comoro, im Norden der Aldeia Ermequi, in einer Meereshöhe von 127 m. Am gegenüberliegenden Ufer befindet sich die Gemeinde Liquiçá mit ihrem Suco Tibar (Verwaltungsamt Bazartete). Durch den Ort führt eine Überlandstraße von der Landeshauptstadt Dili im Norden bis zur Gemeindehauptstadt Aileu im Süden. Weiter im Südwesten liegt das zweite Siedlungszentrum der Aldeia, im Norden erreicht man den Ort Kuncin mit der nächstgelegenen Grundschule in anderthalb Kilometer Entfernung.